# Теорема Ли Хуачжуна
Теорема Ли Хуачжуна — теорема о единственности универсального относительного инварианта первого порядка для классической динамической системы в потенциальном поле.

## Формулировка
Любой универсальный относительный инвариант первого порядка {\displaystyle {\tilde {J_{1}}}} может отличаться от инварианта Пуанкаре лишь постоянным множителем, то есть для любого инварианта Пуанкаре {\displaystyle J_{1}} существует константа {\displaystyle c} такая, что {\displaystyle {\tilde {J_{1}}}=cJ_{1}}.

## Пояснения
Интегральным инвариантом называется интегральное выражение, зависящее от координат и импульсов и сохраняющееся неизменным на некоторым образом выделенных множествах прямых путей (путей, на которых выполняются соответствующие уравнения Лагранжа). Относительным называется интегральный инвариант, относящийся к какому-либо замкнутому контуру. Универсальным называется инвариант, не содержащий гамильтониана, и, следовательно, сохраняющийся для всех динамических систем, движущихся в потенциальных полях. Порядок инварианта определяется размерностью множества, по которому производится интегрирование. Универсальный инвариант Пуанкаре является инвариантом первого порядка, так как интегрирование
производится по одномерному множеству (по контуру).
Универсальный интегральный инвариант Пуанкаре имеет вид
{\displaystyle J_{1}=\oint \limits _{\tilde {C}}\sum p_{j}\delta q_{j}},
где {\displaystyle {\tilde {C}}} — некоторый изохронный контур (замкнутая кривая в пространстве {\displaystyle (t,q_{i},p_{j})}, все точки которой имеют равную {\displaystyle t}-координату).
Универсальный относительный интегральный инвариант первого порядка в общем виде можно было бы
записать так:
{\displaystyle {\tilde {J_{1}}}=\oint \limits _{\tilde {C}}\sum [A_{j}(q,p,t)\delta q_{j}+B_{j}(q,p,t)\delta p_{j}]}.
Теорема Ли Хуачжуна утверждает, что если эта величина сохраняется по времени для любого контура независимо от гамильтониана, то её значения на всех контурах соответственно пропорциональны значениям {\displaystyle J_{1}}, то есть отличаются от них лишь на умножение на константу, не зависящую от контура.